# کیمی لالا آکیندجو
کیمی «لالا» آکیندجو () بازیگر نیجریه ای است. او برنده جایزه تریلزر جادوی آفریقا شده است.
آکیندجو در ۸ مارس ۱۹۸۷ در خانواده ای متشکل از ۴ فرزند متولد شد. او اهل ایالت اوندو است. او تحصیلات متوسطه خود را در کالج کوئینز، لاگوس گذراند. او همچنین مدرک کارشناسی ارشد خود را از دانشگاه پان آتلانتیک در رشته رسانه و ارتباطات دریافت کرد. او در سپتامبر ۲۰۱۸ با فرگز ازدواج کرد و در فوریه ۲۰۲۱ صاحب یک فرزند شد.

## فیلم‌شناسی
- آلن پوزا (با OC Ukeje)[۴]
- سراب خیره کننده
- مدیر عامل
- پنجاه
- سورو لر
- Òlòtūré
- سیب زمینی سیب زمینی[۵][۶]
- زن باهوش پولدار[۷]
- مارمولک
- آدا کشور

## جوایز و نامزدها
- جوایز آینده - بازیگر سال 2010.[۸]
- یازدهمین جوایز آکادمی فیلم آفریقا - امیدوارترین بازیگر[نیازمند منبع]
- هشتمین جایزه منتخب بینندگان جادویی آفریقا - بهترین سریال تلویزیونی - زن باهوش پول[۹]